# Meandry Ploučnice u Mimoně
Meandry Ploučnice u Mimoně jsou přírodní památka v Libereckém kraji v okrese Česká Lípa. Nachází se mezi vesnicemi Boreček a Ploužnice v Ralsku, na katastrálním území Mimoně, Borečku a Hradčan. Chráněné území o rozloze 49,3 ha bylo vyhlášeno 15. července 2014 a je v péči Krajského úřadu Libereckého kraje.. Území je též součástí rozsáhlejší evropsky významné lokality Horní Ploučnice.

## Předmět ochrany
Předmětem ochrany je meandrující neregulovaný tok Ploučnice a navazující komplex mokřadů s populací vzácných druhů organizmů, vázaných na tato přírodní stanoviště.

## Přírodní poměry
Chráněné území kromě samotné Ploučnice obsahuje i její soutok s Ploužnickým potokem se závěrečným úsekem tohoto potoka. Území se nachází v klínu mezi silnicemi II/268 na východě a II/270 na západě, mezi Mimoní na severu a letiště Hradčany na jihu. Bezprostředně na sever ležela mimoňská odkaliště, zrušená v roce 2019, a Fotovoltaická elektrárna Mimoň Ra 3.

### Meandrová jezera
Řeka Ploučnice v této oblasti mezi Mimoní a Borečkem tvoří tzv. meandrová jezera. Jedná se o velmi klidné, slepé a relativně hluboké zátočiny v meandrující řece.

### Flóra a fauna
Z cévnatých rostlin rostou v chráněném území běžně lakušníky (Batrachium fluitans) a hvězdoše (typicky Callitriche hamulata). Tento typ stanoviště je pod vlivem záplavových disturbancí, ovšem při zachování charakteru toku bez regulace lze očekávat pouze jeho vnitřní uspořádání. Plocha jednotlivých porostů se mění podle aktuální morfologie koryta řeky. Vysoká je zde zejména populace vážky klínatky rohaté (Ophiogomphus cecilia), v malých koloniích populace motýlů modráska očkovaného (Phengaris teleius) a ohniváčka černočerného (Lycaena dispar). Na celém území je teritoriální přítomnost vydry říční (Lutra lutra). Občasný je výskyt mladých jedinců lososa obecného (Salmo salar), migrujících z horní části povodí do moře a dočasný výskyt dospělých ryb migrujících na trdliště.